# Gaetano Martino
Gaetano Martino (Messina, 25 de novembre de 1900- Roma, 21 de juliol de 1967) va ser un polític italià.

## Biografia

### Primers anys
Fill d'Antonino Martino, diverses vegades alcalde de Messina, es va graduar en medicina a la Universitat de Roma La Sapienza el 1923. Es va dedicar a la investigació científica que inicialment va realitzar a la Clínica Mèdica de la Universitat de Berlín i més tard al departament de medicina interna d'Hospital Sant'Antoine a París.

### Trajectòria
El 1948 va ser elegit membre de la cambra de diputats a les files del Partit Liberal Italià i es va convertir en vicepresident. Reelegit diputat el 1953, va tornar a convertir-se en vicepresident de la cambra fins que es va convertir en ministre d'Educació durant el govern de Mario Scelba el setembre del 1954. Va esdevenir ministre d'Afers Estrangers, càrrec que va mantenir al gabinet d'Antonio Segni. Va deixar el càrrec el 1957 en assumir Adone Zoli el càrrec de primer ministre.
Com a ministre d'assumptes exteriors, va promoure una millor integració europea i l'internacionalisme, primer amb la Conferència de Messina el 1955. En 1956, Itàlia va ser acceptada com a membre de l'Organització de les Nacions Unides. Aquest mateix any, juntament amb els seus homòlegs Halvard Lange (de Noruega) i Lester Pearson (de Canadà), van integrar el Comitè dels Tres de l'OTAN, publicant un informe de cooperació no militar que aspirava a la participació en àrees civils.
El 1956, el diari La Repubblica va publicar un article on Martino va expressar que les investigacions sobre els crims de guerra alemanys a Itàlia durant la Segona Guerra Mundial tindrien un impacte negatiu en la integració d'Alemanya a Europa. El 1994, amb el descobriment en una base militar d'un armari amb documents secrets sobre crims de guerra nazis a Itàlia, el sobrenomenat «armari de la vergonya» (Armadio della Vergogna), va suggerir que Martino havia bloquejat les investigacions per evitar un aïllament alemany durant la Guerra Freda.
Va presidir el Parlament Europeu entre 1962 i 1964.